# Giulio Alenio
Giulio Alenio, frequentemente escrito Giulio Aleni; em chinês: 艾儒略; (Bréscia, 1582 — Yanping, 10 de junho de 1649) foi um jesuíta missionário e erudito italiano.

## Biografia
Alenio nasceu em Bréscia, na Itália, e morreu em Yanping, na China. Tornou-se membro da Companhia de Jesus em 1600, e ficou conhecido pelo seu profundo conhecimento de matemática e teologia.
Entrou para a Companhia de Jesus e foi enviado para a China como missionário. Desembarcou em Macau em 1610, e enquanto espera uma ocasião propícia para ingressar no país ocupou-se durante três anos do ensino de matemática e publicou o seu "Résultat de l'observation sue l'éclipse de lune du 8 Novembre, 1612, faite a Macao" (Mémoires de l'Acad. des Sciences, VII, 706.).
Seus trinta anos de residência na China foram marcados pelo incessante zelo e considerável sucesso. Adotou as vestimentas e os costumes do país, foi o primeiro missionário cristão em Jiangxi, e construiu várias igrejas em Fujian. Escreveu em chinês a vida de Jesus (Pequim, 1635-1637, 8 volumes;. muitas vezes reimpresso, por exemplo, em 1887, em 3 volumes, e usado até mesmo por missionários protestantes) e uma cosmografia (Iche fang wai ki Hang-chow, 1623, 6 volumes), que foi traduzido para o manchu sob o título A Verdadeira Origem de Todas as Coisas, cuja cópia foi enviada de Pequim para Paris em 1789. Foi chamado de "Confúcio do Ocidente". Era conhecido pelo povo chinês como 艾儒略.

## A volta do interesse por Alenio
A vida e as obras de Giulio Alenio foram objetos de várias convenções que ocorreram em 1994 e 2010. Dois de seus livros, A Vida de Matteo Ricci, Xitai do Ocidente e As Imagens Santas do Senhor Celestial foram apresentados ao público pela Fondazione Civiltà Bresciana em duas ocasiões distintas, nos dias 13 e 25 de outubro de 2010.